# Erebus leucotaenia
Erebus leucotaenia là một loài bướm đêm trong họ Erebidae.